# Gösta Nordén
Sven Gösta Reinhold Nordén, född 15 maj 1935 i Strå socken, Östergötland, är en svensk författare, entreprenör och tidigare restaurangman.
Boken Matsalshantverket och trancheringskonsten (2020) har kommit till på initiativ av förläggaren Trygve Carlsson, som vid ett tillfälle undrade om inte Nordén och Hedman kunde göra en bok i ämnet.
Hans tidigare bok Kulinariska dagsedlar & annat smått och gott (2017) bygger på ett antal nyhetsbrev Nordén började skriva för att bearbeta sorgen efter hans sons bortgång i Tsunamikatastrofen 2004. Sorgen går som en röd tråd, samtidigt som tankar om mat, måltider och livet dominerar.

## Utmärkelser
- 2006 – Sandahl Foundations diplom "Pour le Mérite"[3]